# Setka
Setka est le nom d'un prince égyptien de la IVe dynastie, fils aîné du roi Djédefrê, connu pour sa statuette en forme de scribe assis trouvée à Abou Rawash.
Il est également l'objet d'une théorie qui prétend qu'il a été pharaon d'Égypte de la IVe dynastie pendant une très courte période.

## Setka, prince de laIVedynastie
Setka était le fils aîné et prince héritier du pharaon Djédefrê. Il a vécu et travaillé pendant la IVe dynastie mais sa vie privée est inconnue et les noms des membres de sa propre famille, excepté celui de son père, sont perdus. Sa mère est quant à elle inconnue, mais il s'agit sans nul doute de l'une des épouses du roi Djédefrê, peut-être Hétep-Hérès II ou Khentetenka.
Des membres de la fratrie du prince sont connus. Il a en tant que frères ou demi-frères les princes Baka, Hernet et peut-être Nykaou-Djédefrê, et en tant que sœurs ou demi-sœurs les princesses Hétep-Hérès III et Néferhétepès,.
Selon l'inscription sur la cosse de sa statuette, Setka portait les titres de « Membre de l'élite », « Fils aîné du roi », « Grand lecteur prêtre de son père », « Doyen de la maison du matin » et « Chef du palais ».

## Setka, un roi de laIVedynastie?
Setka a été proposé comme étant le roi qui a fait construire une pyramide inachevée, située à Zaouiet el-Aryan et datée de la IVe dynastie par sa méthode de construction, pyramide qui n'est attribuable à aucun des rois connus de cette dynastie.
Le site a été découvert en 1904 par l'égyptologue italien Alexandre Barsanti. Il a découvert plusieurs inscriptions à l'encre noire, dont certaines portent un nom de cartouche royal. Malheureusement, Barsanti n'a pas fait de fac-similé mais des dessins bâclés et le nom dans le cartouche reste illisible. Au moins le deuxième hiéroglyphe (inférieur) peut être identifié comme un symbole Ka, faisant ainsi du nom du roi un ....ka.
Aidan Mark Dodson est convaincu que le premier signe est la représentation d'un animal assis ressemblant à l'animal de Seth, lisant ainsi le nom royal comme Sethka (« Seth est mon Ka »). Dans ce cas, Setka aurait pu succéder à son père Djédefrê, au lieu de Khafrê comme cela est communément admis.
Cette théorie n'est cependant pas communément acceptée. Une autre fait l'hypothèse que le signe illisible pourrait être celui d'un bélier, lisant ainsi le nom comme étant Baka, or un autre fils de Djédefrê s'appelait en fait Baka, écrit de manière semblable (cf. Baka). Dans ce cas, ce serait Baka qui aurait succédé à son père.